# Friedrich August Carus
Pour les articles homonymes, voir Carus (homonymie).
Friedrich August Carus, théologien réformé, né en 1770 à Bautzen, mort en 1807.

## Biographie
Il enseigne la philosophie à Leipzig. Parmi ses œuvres, publiées à Leipzig de 1808 à 1810, en 7 vol. in-8, on remarque :
- une Psychologie ;
- une Histoire de la Psychologie ;
- des Réflexions sur l'histoire de la philosophie ;
- la Psychologie des Hébreux ;
- Considérations sur l'histoire de l'espèce humaine ;
- des Essais de morale et de philosophie religieuse.

Ses écrits sont tous en allemand, excepté :
- une Histoire des sentiments de l'Église grecque ;
- un Commentaire sur la cosmothéologie d'Anaxagore, qui sont écrits en latin.

## Source
Cet article comprend des extraits du Dictionnaire Bouillet. Il est possible de supprimer cette indication, si le texte reflète le savoir actuel sur ce thème, si les sources sont citées, s'il satisfait aux exigences linguistiques actuelles et s'il ne contient pas de propos qui vont à l'encontre des règles de neutralité de Wikipédia.